# 京急集團

京急集團（日语：京急グループ）是一家以京濱急行電鐵株式會社為核心的企業集團。2018年11月時，京急集團有超過50家公司。京急集團中有11家公司的總部位於橫濱市港未來21地區的京急集團本社大廈。